# ホセ・アレドンド
ホセ・フアン・アレドンド（José Juan Arredondo, 1984年3月12日 - ）は、ドミニカ共和国サンペドロ・デ・マコリス出身のプロ野球選手（投手）。

## 経歴

### エンゼルス時代
2002年6月25日に、アマチュア・フリーエージェントでアナハイム・エンゼルスと契約。
2004年シーズン終盤に遊撃手から投手へ転向。
2007年にメジャーでプレイできる実力を持っていたが、AA級でプレイしていた6月にカーティス・プライドと殴り合いをしたためA級へ降格させられ、メジャー昇格が遅れた。
2008年開幕をAAA級ソルトレイク・ビーズで迎え、15試合の登板で防御率2.12・10セーブを記録。5月13日にニック・エイデンハートのソルトレイク降格に伴い、メジャーへ昇格。翌14日にメジャーデビュー。その後、マイナーに降格することなく登板し続け、55試合の登板で10勝2敗・防御率1.62を記録。マイク・ソーシア監督はアレドンドに信頼を寄せ、フランシスコ・ロドリゲスへのセットアッパーとして起用することもあったため、セットアッパーのスコット・シールズから不満の声もあった。
2009年開幕前の3月に第2回WBCのドミニカ共和国代表に選出された。
シーズン終了後、トミー・ジョン手術を行なうことを決め、2010年シーズンを全休することになったため、エンゼルスから解雇された。

### レッズ時代
2010年1月22日にシンシナティ・レッズとマイナー契約を結んだ。
2011年に2年ぶりとなるメジャー登板を果たした。
2013年はAAA級ルイビル・バッツでの登板に留まり、オフに自由契約となる。オフは母国ドミニカ共和国のウィンターリーグに参加。

### レッズ退団後
2014年は所属球団なく、前年に続きオフに母国ドミニカ共和国のウィンターリーグに参加。
2015年はウィンターリーグでもプレーせず、2016年3月18日に独立リーグ・アトランティックリーグのヨーク・レボリューションと契約。
2017年3月1日にヨーク・レボリューションと再契約するが、7月16日に解雇となる。

## 詳細情報

### 年度別投手成績
| 年 度    | 球 団    | 登 板 | 先 発 | 完 投 | 完 封 | 無 四 球 | 勝 利 | 敗 戦 | セ 丨 ブ | ホ 丨 ル ド | 勝 率 | 打 者 | 投 球 回 | 被 安 打 | 被 本 塁 打 | 与 四 球 | 敬 遠 | 与 死 球 | 奪 三 振 | 暴 投 | ボ 丨 ク | 失 点 | 自 責 点 | 防 御 率 | W H I P |
| -------- | -------- | ----- | ----- | ----- | ----- | -------- | ----- | ----- | -------- | ----------- | ----- | ----- | -------- | -------- | ----------- | -------- | ----- | -------- | -------- | ----- | -------- | ----- | -------- | -------- | ------- |
| 2008     | LAA      | 52    | 0     | 0     | 0     | 0        | 10    | 2     | 0        | 16          | .833  | 244   | 61.0     | 42       | 3           | 22       | 0     | 1        | 55       | 1     | 0        | 15    | 11       | 1.62     | 1.05    |
| 2009     | LAA      | 43    | 0     | 0     | 0     | 0        | 2     | 3     | 0        | 16          | .400  | 202   | 45.0     | 47       | 6           | 23       | 2     | 0        | 47       | 5     | 1        | 30    | 30       | 6.00     | 1.56    |
| 2011     | CIN      | 53    | 0     | 0     | 0     | 0        | 4     | 4     | 0        | 4           | .500  | 226   | 53.0     | 43       | 5           | 31       | 5     | 2        | 48       | 4     | 2        | 21    | 19       | 3.23     | 1.40    |
| 2012     | CIN      | 66    | 0     | 0     | 0     | 0        | 6     | 2     | 1        | 12          | .750  | 263   | 61.0     | 50       | 7           | 34       | 2     | 1        | 62       | 0     | 2        | 26    | 20       | 2.95     | 1.38    |
| MLB：4年 | MLB：4年 | 214   | 0     | 0     | 0     | 0        | 22    | 11    | 1        | 48          | .667  | 935   | 220.0    | 182      | 21          | 110      | 9     | 4        | 212      | 10    | 5        | 92    | 80       | 3.27     | 1.33    |

- 2017年度シーズン終了時

### 背番号
- 66 （2008年 - 2009年）
- 33 （2011年 - 2012年）

### 代表歴
- 2009 ワールド・ベースボール・クラシック・ドミニカ共和国代表